# Ierá Moní Ayías Triádos
Ierá Moní Ayías Triádos är ett kloster i Grekland.   Det ligger i prefekturen Nomós Korinthías och regionen Peloponnesos, i den sydöstra delen av landet, 70 km väster om huvudstaden Aten. Ierá Moní Ayías Triádos ligger 179 meter över havet och antalet invånare är 135.
Terrängen runt Ierá Moní Ayías Triádos är kuperad söderut, men norrut är den platt. Runt Ierá Moní Ayías Triádos är det ganska tätbefolkat, med 100 invånare per kvadratkilometer. Närmaste större samhälle är Korinth, 7,0 km norr om Ierá Moní Ayías Triádos. 